# ターザン (雑誌)
『ターザン』（Tarzan）は、日本の出版社・マガジンハウス社が発売している男性向け健康雑誌。

## 概要
1986年4月5日号として創刊。キャッチは「集まれ！　快適主義者たち」。編集発行人は石川次郎。創刊号の表紙撮影は、リード・マイルズ。
発売は毎月第2・第4木曜日で、その他不定期に増刊ムックが出される。
「快適なライフスタイルの追求」をコンセプトに掲げ、スポーツ、フィットネス、健康情報、自動車やアウトドア、サプリメント、グルーミングなどの情報を扱う。日本国内にはいわゆる競合誌がないが、『Men's Health』に代表されるような、男性を中心ターゲットにした健康情報系のアクティブ・ライフスタイル誌である。
頻度の高いコンテンツは、筋力トレーニング、ストレッチ、などのエクササイズ全般と、有酸素系のランニング、アウトドアなど。90年代は「逆三体型」を標榜していたが、昨今では「細マッチョ」など、ファッションや世相といった時代性をバックグラウンドにした提案も行なっている。
取材対象は、運動生理学やトレーニング理論の研究者をはじめ、肥満や糖尿病をはじめとする生活習慣病の専門医、パーソナルトレーナー、フィットネスクラブなどのスタジオプログラムの提唱者などが、高頻度で取材協力者として名前を連ねている。
創刊当時より、トライアスロンに着目して読者チームを作ったり、昨今ではアドベンチャーレース、トレイルランニングなど、新ジャンルのスポーツに紙幅を割くことも多い。また、パラリンピックを応援する記事を掲載するなど、独自のスタンスでの記事作りも行なっている。
2018年10月にはウェブサイト「Tarzan WEB」を開設した。

## 名称について
ターザンの名称はアメリカ合衆国のエドガー・ライス・バローズ社の登録商標で、マガジンハウス社は同社と契約してこの名称を使用している。

## 主な連載
- 「田村耕太郎　文武両道」
- 「フェルデヂィナント・ヤマグチ　マッスル インベストメント」
- 「超解体新書」
- 「集え! バカトレカレッジ」
- 「Here Comes Tarzan」
- 「クックパッド 男子スリム部」
- 「石井昌道　クルマな週末」
- 「Trail Run,Run,Run」
- 「PHOTOGRAPHER」
- 「林田秀一 スポ具」
- 「さや筋トレ48」

## 関連商品
ビーフカレー・ターザン　1989年に永谷園から発売されたレトルトカレー